# Grafing–Wasserburg-vasútvonal
A Grafing–Wasserburg-vasútvonal, vagy más néven a Filzenexpress egy normál nyomtávú, 29,1 km hosszú, Grafing–Ebersberg között 15 kV váltakozó árammal villamosított vasúti mellékvonal Grafing és Wasserburg között Németországban. 1899 és 1905 között építették.

## Forgalom
Grafing állomásig a müncheni S-Bahn S4-es járatai közlekednek.